# Bangsia
Bangsia là một chi chim trong họ Thraupidae.